# Abschnittsbefestigung Schanze (Neumarkt in der Oberpfalz)
Die Abschnittsbefestigung Schanze liegt ca. 400 m nordnordöstlich von Schönmühle, einem Weiler der oberpfälzischen Stadt Neumarkt in der Oberpfalz im Landkreis Neumarkt in der Oberpfalz. Die Anlage ist Teil des Bodendenkmal unter der Aktennummer D-3-6634-0043 mit der Beschreibung „Höhensiedlung mit Abschnittsbefestigung vor- und frühgeschichtlicher Zeitstellung.“ geführt.

## Beschreibung
Die Höhenburganlage liegt auf einem rechteckigen Sporn, der von zwei Rinnsalen auf dem östlichen Hochufer der Schwarzach ausgeschnitten wird. Erhalten waren zwei Drittel des Abschnittswalls mit einem Graben, der eine Fläche von ca. 1,7 ha abtrennt. An der Nordostecke sind Wall und Graben gut erhalten, nach Süden gegen die Spornmitte verflachen beide. An einem Mitteltor sind sie ganz verschwunden, weiter nach Süden aber wieder erkennbar. Heute ist der Bereich durch landwirtschaftlich-industrielle Nutzung weitgehend überbaut.